# Bogorodszkojei járás

A Bogorodszkojei járás a Kirovi területen

A Bogorodszkojei járás (oroszul Богородский район) Oroszország egyik járása a Kirovi területen. Székhelye Bogorodszkoje.

## Népesség
- 1989-ben 8 696 lakosa volt.
- 2002-ben 6 805 lakosa volt.
- 2010-ben 5 015 lakosa volt, melyből 4 747 orosz, 49 udmurt.